# Romeo van Aerde
Romeo van Aerde (Welgelegen, 21 september 1967) is een Surinaams-Nederlands ex-zaalvoetballer en ex-profvoetballer. Hij speelde voor VC Vlissingen, RKC Waalwijk en Dordrecht'90.
Nadien werd hij trainer in het amateurvoetbal, onder andere bij MOC '17.